# Neonitocris calva
Neonitocris calva är en skalbaggsart som först beskrevs av Thomson 1868.  Neonitocris calva ingår i släktet Neonitocris och familjen långhorningar.
Artens utbredningsområde är Gabon. Inga underarter finns listade i Catalogue of Life.